# Гратас Сіргедас
Гратас Сіргедас (лит. Gratas Sirgėdas, нар. 17 грудня 1994, Паневежис) — литовський футболіст, півзахисник клубу «Кауно Жальгіріс» і національної збірної Литви.

## Клубна кар'єра
У дорослому футболі дебютував 2013 року виступами за команду клубу «Екранас», за яку, утім, в іграх чемпіонату так й не зіграв.
Того ж 2013 року контракт з перспективним литовцем уклав німецький клуб «Штутгарт», в системі якого протягом наступних двох сезонів зіграв лише шість ігор за другу команду у третьому німецькому дивізіоні.
Протягом 2015–2016 років продовжив виступи в Німеччині, граючи за «Штутгартер Кікерс» і нижчоліговий «Амберг». 
2017 року повернувся на батьківщину, ставши гравцем клубу «Кауно Жальгіріс».
У грудні 2018 року підписав контракт на сезон з чемпіоном Литви «Судува» 
16 січня 2020 p. повідомляється, Гратас Сіргедас грає у «Кауно Жальгіріс».

## Виступи за збірні
2010 року дебютував у складі юнацької збірної Литви, взяв участь у 26 іграх на юнацькому рівні, відзначившись 6 забитими голами.
Протягом 2013–2017 років залучався до складу молодіжної збірної Литви. На молодіжному рівні зіграв у 6 офіційних матчах.
2013 року дебютував в офіційних матчах у складі національної збірної Литви.

## Титули і досягнення
- Чемпіон Литви (1):

«Судува»: 2019
- Володар Суперкубка Литви (1):

«Судува»: 2019
- Володар Кубка Литви (1):

«Судува»: 2019